# 奧羅代爾鄉
44°14′N 23°14′E / 44.233°N 23.233°E
奧羅代爾鄉（羅馬尼亞語：Comuna Orodel, Dolj），是羅馬尼亞的鄉份，位於該國西南部，由多爾日縣負責管轄，處於布加勒斯特以西230公里，每年平均降雨量1,015毫米，海拔高度210米，2007年人口3,060。